# Бугас
Бугас (укр. Бугас) — село в Волновахском районе Донецкой области Украины.
Код КОАТУУ — 1421583601. Население по переписи 2001 года составляет 1 449 человек. Почтовый индекс — 85764. Телефонный код — 6244.
Село расположено по обе стороны речки Мокрая Волноваха, между крупнейшими городами Донецкой области Донецком и Мариуполем, от Бугаса до Донецка — 50 км, до Волновахи — 4 км, до Азовского моря (Мариуполь) — 60 км.

## История

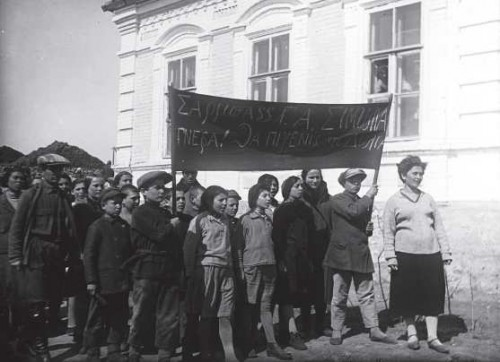
Школьники с. Бугас Волновахского района Донецкой области во время рейда по домам прогульщиков с требованием выходить на работу. 1932 год.

Село Бугас было основано в 1802 году, изначально имело название Бугасу с 1802 по 1812 годы, в 1812 году переименовано в Бугасс, в 1959 году — в Максимовку, а в 1993 году селу было возвращено название Бугас.
Существует мнение, что основателями села были несколько семей — переселенцы из села Большая Каракуба (Аргин), ныне село Раздольное Донецкой области. Из дошедших до нас имён — Калус Гавриил, братья Пефтибай. Позднее село частично пополнялось выходцами из других населённых пунктов Приазовья и Северной Греции. В центре села расположен самый главный родник (пигад). Эта криница дала название селу Бугас. «Буга» на эллинском — бык, «су» на тюркском — вода. Здесь греки-переселенцы два столетия назад увидели быков, пьющих воду, и решили обосноваться в этих местах.
В 1810 году со строительством храма, поселение приобрело статус села. По непонятным причинам во всех официальных бумагах вплоть до 1925 года село Бугас фигурировало как под именем Волноваха (нельзя путать с райцентром — городом Волновахой, который возник гораздо позже, в год закладки здания железнодорожного вокзала железнодорожной станции 1881 года, объединив два села Карловку и Платоновку, спустя почти 80 лет после возникновения села Бугас). До революции 1917 года насчитывалось 323 двора, все жители села занимались земледелием и животноводством.
В 1945 году Указом Президиума ВС УССР село Бугас переименовано в Максимовку.

## В селе родились
- Хара Василий Георгиевич — глава Федерации профсоюзов Украины.

## Адрес местного совета
85764, Донецкая обл., Волновахский р-н, с. Бугас, ул. Советская, 35.